# 李永德
李永德（1941年—），黑龙江望奎人，中国人民解放军将领、中国人民解放军中将。
毕业于空军第二航空学校。1994年，接替刘顺尧，担任兰州军区空军司令员。1999年，由马晓天接任。1996年，授中国人民解放军中将军衔。